# Dysdera deserticola
Dysdera deserticola là một loài nhện trong họ Dysderidae.
Loài này thuộc chi Dysdera. Dysdera deserticola được Eugène Simon miêu tả năm 1910.